# Thysania agrippina
Совка Агриппіна (Thysania agrippina) — вид нічних метеликів родини Erebidae. Має розмах крил до 31 см, що робить його метеликом з найбільшим розмахом крил на Землі. А ось за площею крил вона поступається павиноочці атлас (Attacus atlas), розмах крил якої досягає 28 см, але які мають більшу площу.

## Назви
Thysania agrippina має назви — Совка Агриппіна, Тизанія Агриппіна або просто Агриппіна. Англійською її звуть міллю-примарою (англ. Ghost moth) або білою королевою. Іспаномовне місцеве населення називають її метеликом-імператором (ісп. Mariposa do Imperador).

## Поширення
Совка Агриппіна зустрічається в Мексиці, Центральній і Південній Америці, а також в штаті Техасі, куди, як вважається, цей метелик мігрував з південніших країн.

## Опис
Розмах крил совки становить 25-30 см, а довжина її тіла — близько 9 см. У тропічних лісах Бразилії, в 1934 році вдалося зловити особливо велику особину Агриппіни, розмір крил якої досягав 30,8 см. Набагато пізніше, в 1997 році на півночі Перу також знайшли схожу за величиною совку цього виду.
Обидві пари крил хвилясті по краях. Верхня частина тіла і крил має білий колір з численними хвилястими сірими, коричневими або бурими смугами. У різних особин даного виду забарвлення може бути різною: у одних коричневий візерунок є більш вираженим, ніж у інших, часом домінуючи над білим фоном крил. Нижня сторона тіла темно-коричнева з білими плямами, може бути матовою або з металевим блиском.
Розміри гусениці досягають у довжину 15-16 см.

## Спосіб життя
Метелика практично неможливо побачити вдень, оскільки вона літає тільки вночі. Для денного відпочинку він надає перевагу високим деревам зі світлими стовбурами. Розпластавши крила на висоті 3-4 метра, совка зливається з фоном дерева повністю. Якщо її налякати, вона миттєво зривається з місця і ховається на стовбурі іншого відповідного дерева.
Життєвий цикл мало вивчений, але судячи з описів близького виду Thysania zenobia, вчені вважають, що личинки совки Агриппіни харчуються листям рослин роду касія (Cassia) з родини бобових.

## Охоронний статус
Вид метеликів Тизанія Агриппіна не численні. Масштабні вирубки лісових масивів, осушення боліт, інша господарська діяльність людини призвели до значного скорочення цих гігантських метеликів. У деяких місцях вони і зовсім знаходиться на межі зникнення.
Цей вид знаходиться під загрозою зникнення в штаті Ріу-Гранді-ду-Сул, Бразилія, який є південним кордоном їхнього проживання.